# ロラタジン

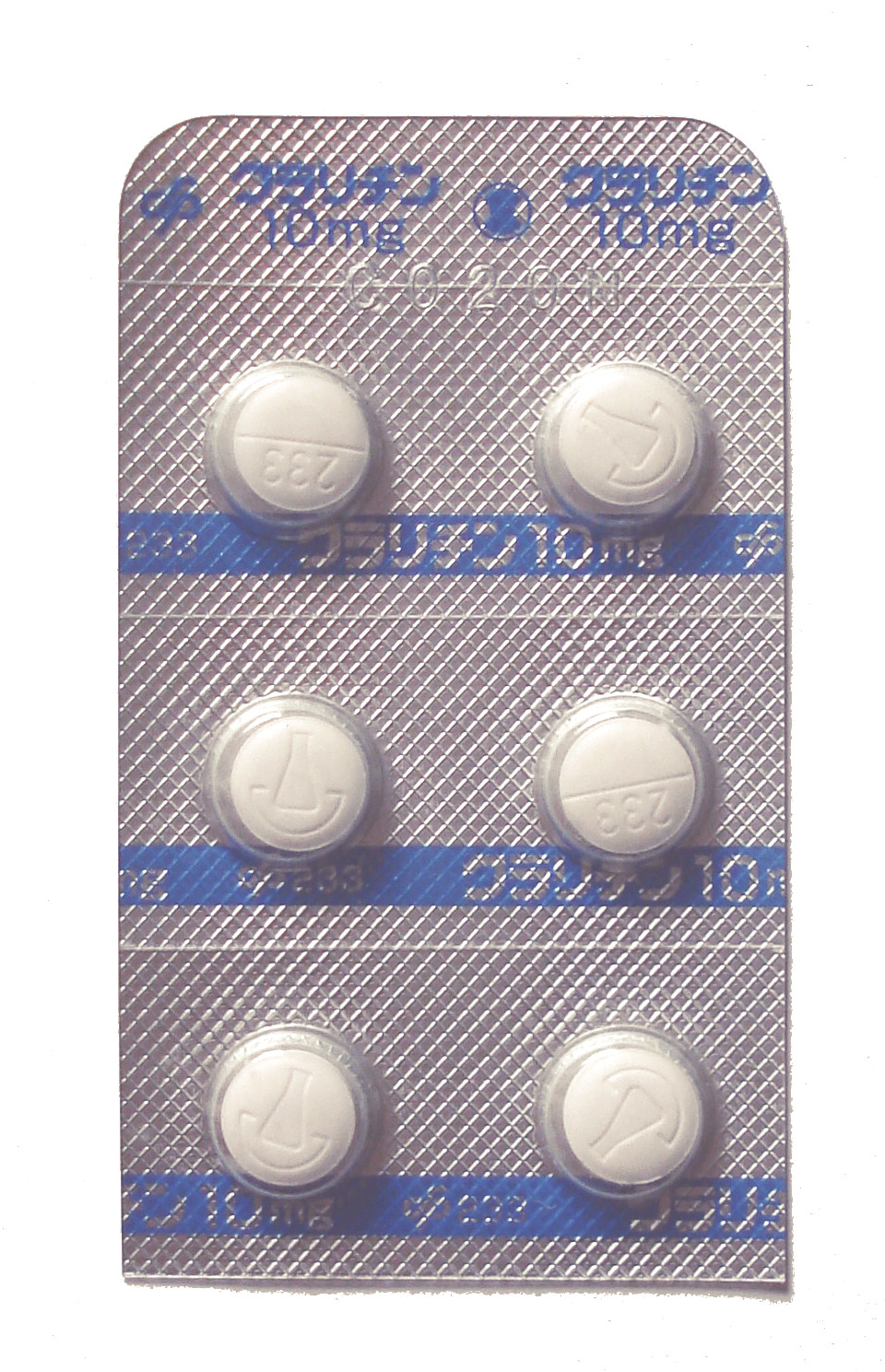
クラリチン 10mg錠

ロラタジン（Loratadine）は、持続性選択ヒスタミンH1受容体拮抗薬で、アレルギー性鼻炎や蕁麻疹・皮膚湿疹に用いられる。商品名はクラリチン。成分特許が切れており、後発医薬品も存在する。また日本で2017年より一般用医薬品も発売。肝臓のCYP3A4、2D6によって代謝され活性成分となるが、このデスロラタジン（デザレックス）には代謝の競合はなく、続いて医薬品として承認された。
ロラタジンは第二世代抗ヒスタミン薬であり第一世代のものと比較して、鎮静の副作用は改善されている。特に添付文書に眠気に関する使用上の注意がない。このうちフェキソフェナジンのみ1日2回服用であり、他は1回である。

## 歴史
ロラタジンの国際誕生は1987年であり、日本以外の世界においては決して新しい薬と言えるものではない。アメリカ合衆国においては、シェリング・プラウ（現メルク）からClaritinで発売されている。既に特許期限が経過しており、医療用医薬品としては後発医薬品が発売されているほか、2002年よりスイッチOTCとして市販もされており、2005年3月までの米国での総売上高は10億ドル超である。これは全米で販売されているOTC薬の中で総売上高が3位以内だという。
2000年にアメリカの医療用クラリチンの広告について、患者の約半分は効果が出なかったにもかかわらず、100%に近い患者に効果があったとして需要を誇張し薬剤の値段を吊り上げた疑いで、翌年に現地の多数の消費者団体が訴訟を起こしている。
日本では2002年にクラリチン錠、2004年に水なしで服用できるクラリチンレディタブ錠、2008年にクラリチンドライシロップ1%が日本で発売されており、処方箋医薬品であったが、2017年1月処方箋医薬品としての指定を解除された。日本ではMSDと塩野義製薬から販売されていたが、MSDの親会社である米国メルクが独バイエルに製造ならびに販売権を売却した事により、現在はMSDに代わってバイエル薬品が販売している。
2017年1月には「クラリチンEX」の製品名でスイッチOTC化され、一般用医薬品として発売された。処方箋医薬品同様にバイエル薬品が製造するが、販売は大正製薬が担当している。発売当初は要指導医薬品に分類されていたが、2021年1月16日付でリスク区分が第2類医薬品に区分変更され、登録販売者のいる医薬品取扱店舗でも、購入が可能となった。
フェキソフェナジン（アレグラ）、セチリジン（ジルテック）などとならび、主な第二世代抗ヒスタミン薬の一つで、クラリチンは、旧シェリング・プラウの主力商品の一つである。

## 適応
日本の処方箋医薬品については、アレルギー性鼻炎（花粉症など）、蕁麻疹、皮膚疾患（湿疹・皮膚炎、皮膚瘙痒症）に伴う瘙痒に対し、その効能・効果が認められている。一般用医薬品は、アレルギー性鼻炎しか承認されていない。

### 特徴
ロラタジンの最も大きな特徴は、副作用として眠気があらわれることが少なく、眠気の発現頻度がプラセボと比較しても有意な差が認められない点である。
日本において承認されている抗ヒスタミン薬のうち、添付文書の重要な基本的注意の箇所に眠気を催すことがある旨の記載がないものは、2025年4月現在、ロラタジンとフェキソフェナジン（アレグラ）、ロラタジンの代謝産物デスロラタジン（デザレックス）、ビラスチン（ビラノア）の4種である。

## 有効性
花粉症の治療ガイドラインなどでは、ロラタジンを含む第二世代抗ヒスタミン薬が推奨されている。
外国人データによれば、ロラタジンは空軍パイロットおよび民間航空会社機長を対象にフライトシミュレーションを実施した際、プラセボと比較してパイロットの航空機操作能力に影響を与えなかったとされる。
2013年の試験によると、ロラタジンを服用しているアレルギー疾患患者と、アレルギー疾患を持たない健常人と注意力や集中力などの認知機能が同等であることが示された。

## 薬物動態

デスカルボキシエチルロラタジンの構造式

ロラタジンは消化管から吸収された後、肝臓で初回通過効果を受けてデスカルボキシエチルロラタジン（DCL）となる。DCLの効果は未変化体の7.9倍である。ロラタジンおよびDCLの血中半減期はそれぞれ14.3±7.8時間および14.5±3.3時間（いずれも食後）であり、単回投与時は投与10日後までに尿中に4割、胆汁中に4割が排泄された。
肝臓のCYP3A4、2D6によって、活性成分デスロラタジンとなる。

## 副作用
重大な副作用としてはショック、アナフィラキシー、てんかん、痙攣、肝機能障害、黄疸が知られているが、頻度は不明である。
日本医薬品添付文書では妊婦には推奨されない。
米国の胎児危険度分類では胎児に対するリスクが確認されていないとしてBに分類されている。

## 製剤
医療用の処方箋医薬品として、クラリチン錠10mg、口腔崩壊錠のクラリチンレディタブ錠10mgが発売されている。2017年1月には日本で「クラリチンEX」「クラリチンEX OD錠」の製品名でスイッチOTC化され、要指導医薬品として発売された。処方箋医薬品同様にバイエル薬品が製造しているが、発売は大正製薬が担当している。
その後、「クラリチンEX」「クラリチンEX OD錠」は2020年1月16日に第1類医薬品に、2021年1月18日、第2類医薬品に区分変更されている。

## クラリとティン
『クラリとティン』 (Clari & Tin) は、ROBOT社の野村辰寿が創作した、動物のキャラクターが何処かのサバンナで繰り広げる物語を描いた絵本である。クラリチンの販促ツールとして、2002年にシュリング・プラウ株式会社がROBOTに依頼して制作されたものである。
日本では医療用医薬品の一般向けの宣伝活動は医薬品医療機器等法により厳しく規制されている。この『クラリとティン』の場合、タイトルが該当製品名と語感が似ており、キャラクターが蕁麻疹っぽい症状を出したり、大きなくしゃみをするなど、クラリチンの適応症状に沿った描写があり、薬品の宣伝と捉えることもできる。しかし本編中に薬を飲むなどの描写がなく、またクラリとティンはあくまでROBOTのキャラクターであることなどから、特に問題はないとされている。
その絵本が基本的にクラリチン納入先の医療機関へ頒布され、待合室などで利用者向けに閲覧できるようにした。現在、医療機関頒布用では第10巻まである。
しかし、野村の独創的な世界観やキャラクターなどが子供やその母親を中心に広く受け入れられ、医療機関への頒布用にとどまらず、一般向けにも2004年に主婦の友社から第1巻が発売された。版権元のROBOTから一時期、『クラリとティン』関連のグッズが販売されたこともある。その後、『クラリとティンのたび』として第2巻・第3巻が汐文社より2009年に発売された。

### CMキャラクター
スイッチOTCの「クラリチンEX」ではCMキャラクターに井川遥を起用、「1日1回1錠でずっと効くのに、眠くなりにくい」とした。第1類医薬品に移行した際、櫻井翔を起用した。